# Letter to Jane
Letter to Jane is een Franse documentaire uit 1972 onder regie van Jean-Luc Godard en Jean-Pierre Gorin.

## Verhaal
De documentaire is een analyse van een foto die meegestuurd is met het persmateriaal voor de première van de film Tout va bien.  Op die foto staan de Amerikaanse actrice Jane Fonda en enkele leden van de Vietcong. Godard en Gorin geven hun commentaar op de foto, wat wordt voorgesteld als een brief aan Fonda.

## Rolverdeling
| Acteur            | Personage |
| ----------------- | --------- |
| Jane Fonda        | Zichzelf  |
| Jean-Luc Godard   | Zichzelf  |
| Jean-Pierre Gorin | Zichzelf  |